# Megalomma quadrioculatum
Megalomma quadrioculatum är en ringmaskart som först beskrevs av Willey 1905.  Megalomma quadrioculatum ingår i släktet Megalomma och familjen Sabellidae. Inga underarter finns listade i Catalogue of Life.